# Cessna 165 Airmaster

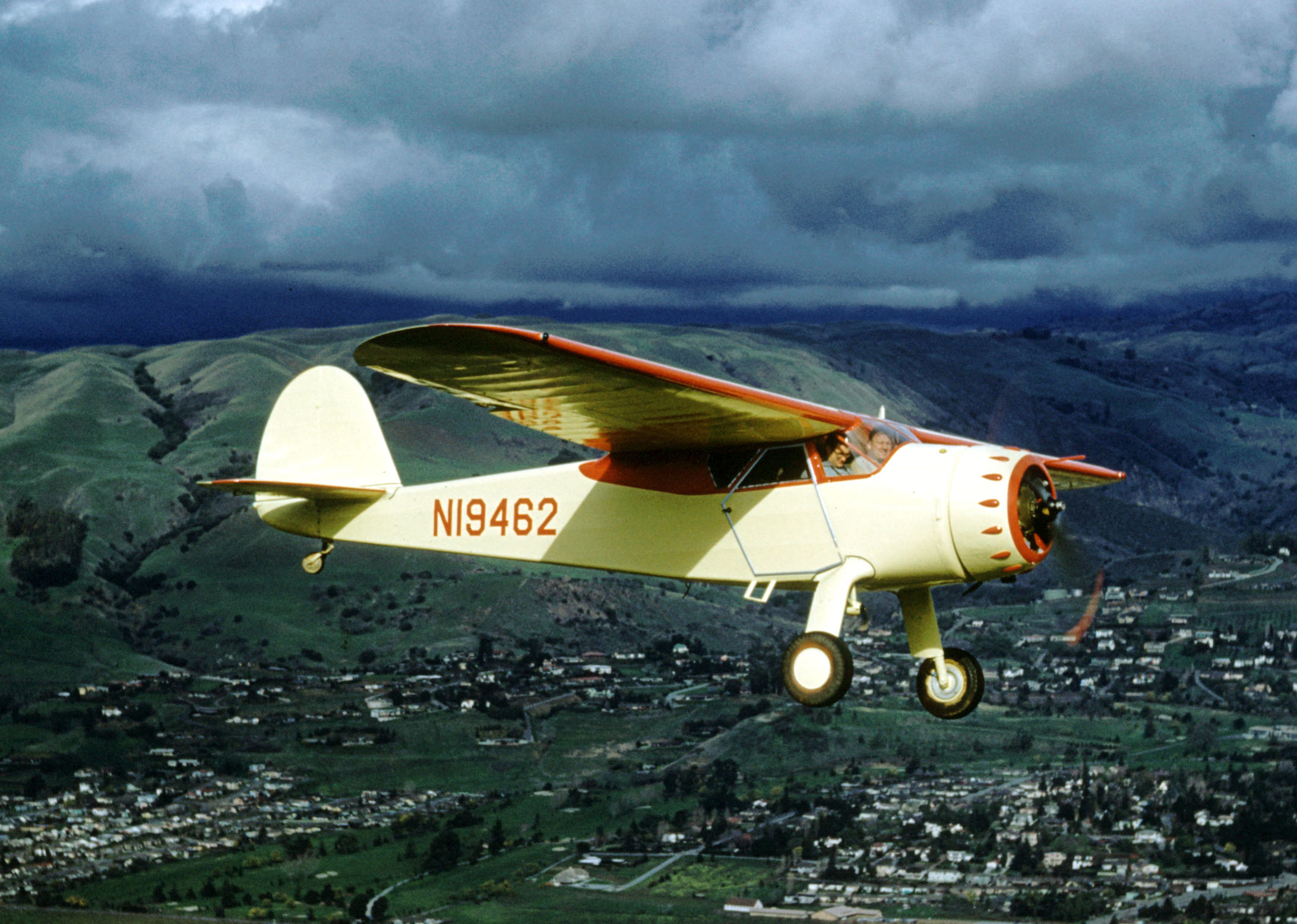
Cessna 165

Cessna 165 Airmaster är ett högvingat flygplan från Cessna försett med radialmotor (även kallad stjärnmotor) och landställ av typen sporrhjulsställ. Konstruktionen består av en stålrörskonstruktion i flygplankroppen medan vingarna och stjärtpartiet konstruerats helt i trä. Det tillverkades i sammanlagt 183 exemplar.
Modellbeteckningen C 165 anger motorstyrkan 165 hk. Planet fanns även i andra versioner: C 34, C 37 och C 38 för årsmodell 1934, 1937 och 1938, samt den senare C 145. Samtliga dessa modeller hade motorstyrkan 145 hk.